# Вила Кјара (Бреша)
Вила Кјара је насеље у Италији у округу Бреша, региону Ломбардија.
Према процени из 2011. у насељу је живело 19 становника. Насеље се налази на надморској висини од 79 м.